# 哈拉雷宣言
哈拉雷宣言（英語：Harare Declaration）是大英國協所發表的一份宣言，闡明了大英國協的核心原則和價值觀，並詳細說明了作為大英國協成員國的資格標準，且重新定義和強化了大英國協成立的宗旨。

## 概要
哈拉雷宣言於1991年10月20日在辛巴威首都哈拉雷第十二屆大英國協政府首腦會議期間發表。它重申了1971年的新加坡宣言中規定的政治原則。直到2012年大英國協憲章通過之前，哈拉雷宣言與新加坡宣言被認為是大英國協最重要的兩份文件。
1971年的新加坡宣言承諾大英國協將遵守以下之原則：世界和平和支持聯合國、公民自由和平等主義、反對種族主義、反對殖民主義、消除貧困、無知、疾病和貧富差距、自由貿易、機構合作、多邊主義以及拒絕國際脅迫。哈拉雷宣言重申了除最後一項原則以外的其餘所有原則。
哈拉雷宣言還強調下列原則：
「1、我們認為，國際和平與秩序、全球經濟發展和國際法治對人類的安全與繁榮至關重要。
2、我們相信法律規定的公民自由，以及無論性別、種族、膚色、信仰之所有公民的平等權利以及個人不可剝奪的權利，可以通過自由和民主的程序建構他們所生活的社會。
3、種族歧視是一種徹頭徹尾的罪惡。
4、我們反對一切形式的種族壓迫，我們致力於追求人的尊嚴和平等。 
5、我們認識到發展經濟和社會以滿足世界絕大多數人民的基本需求和願望之重要性和急迫性，並尋求逐步消除大英國協內之成員之間生活水平的巨大差距。 」
大英國協的政府首腦們致力於將這些原則應用於當時的時事問題，例如冷戰的結束、去殖民化的接近完成以及即將結束的南非種族隔離。
哈拉雷宣言的關鍵是刪除了反對國際脅迫的原則，該原則已包含在新加坡宣言中。